# Nannagroecia gracilipes
Nannagroecia gracilipes är en insektsart som beskrevs av Ludwig Redtenbacher 1891. Nannagroecia gracilipes ingår i släktet Nannagroecia och familjen vårtbitare. Inga underarter finns listade i Catalogue of Life.